# Camptopoeum frontale
Camptopoeum frontale – gatunek owada z rodziny pszczolinkowatych i podrodziny zbierkowatych. Występuje w Europie i Azji, a także w Egipcie. Dawne informacje o występowaniu w Polsce prawdopodobnie są błędne.
Pokrojem przypomina pszczoły z rodzaju Panurgus, z którymi należy do jednej podrodziny. Różni się od nich jednak obecnością żółtych plam na głowie i tułowiu oraz pasków w tym kolorze na odwłoku. Gniazduje w ziemi, na słabo porośniętych roślinnością powierzchniach, kopiąc norki z odchodzącymi od nich bocznymi korytarzami, zakończonymi jedną lub większą liczbą komórek gniazdowych. Larwy nie przędą kokonu.
Gatunek wyspecjalizowany pokarmowo, zbierający pyłek z roślin z podrodziny Carduoideae. Jednopokoleniowy, lata w lipcu i sierpniu.